# Napalm Death
Napalm Death är en brittisk musikgrupp som tillhör de mest kända inom genren grindcore. Gruppen bildades i Birmingham, England 1981.
Gruppen innehar världsrekordet i världens kortaste låt, som heter "You Suffer". Den är endast 1,316 sekunder lång.

## Medlemmar
Nuvarande medlemmar
- Shane Embury – basgitarr (1987– )
- Mark "Barney" Greenway – sång (1989–1996, 1997– )
- Mitch Harris – gitarr, sång (1989– )
- Danny Herrera – trummor (1991– )

Tidigare medlemmar
- Nicholas "Nik Napalm" Bullen – basgitarr (1981–1982, 1986), sång (1981–1986)
- Miles "Rat" Ratledge – trummor (1981–1985)
- Simon "Si O" Ockenheinem – gitarr (1981)
- Finbar Quinn – basgitarr (1982–1985)
- Graham "Robbo" Robertson – gitarr, basgitarr (1982–1985)
- Daryl "Sid" Fideski - gitarr (1982)
- Pete "Peanut" Shaw – basgitarr (1985)
- Mick Harris – trummor (1985–1991)
- Justin Broadrick – gitarr (1985–1987)
- Jim Whitely – basgitarr (1987)
- Frank Healy – gitarr (1987)
- Bill Steer – gitarr (1987–1989)
- Lee Dorrian – sång (1987–1989)
- Jesse Pintado – gitarr (1989–2004; död 2006)
- Phil Vane – sång (1996–1997; död 2011)

Turnerande medlemmar
- John Cooke – basgitarr, sång (2012), gitarr, sång (2014– )
- Rich Militia – sång
- Mieszko Talarczyk – sång (2000; död 2004)
- Jesper Liveröd – basgitarr (2013)
- Bill Steer – gitarr (2015)
- Erik Burke – gitarr (2015)
- Chris Reese – sång (2015)
- Jesper Liveröd – basgitarr (2017)

Bildgalleri

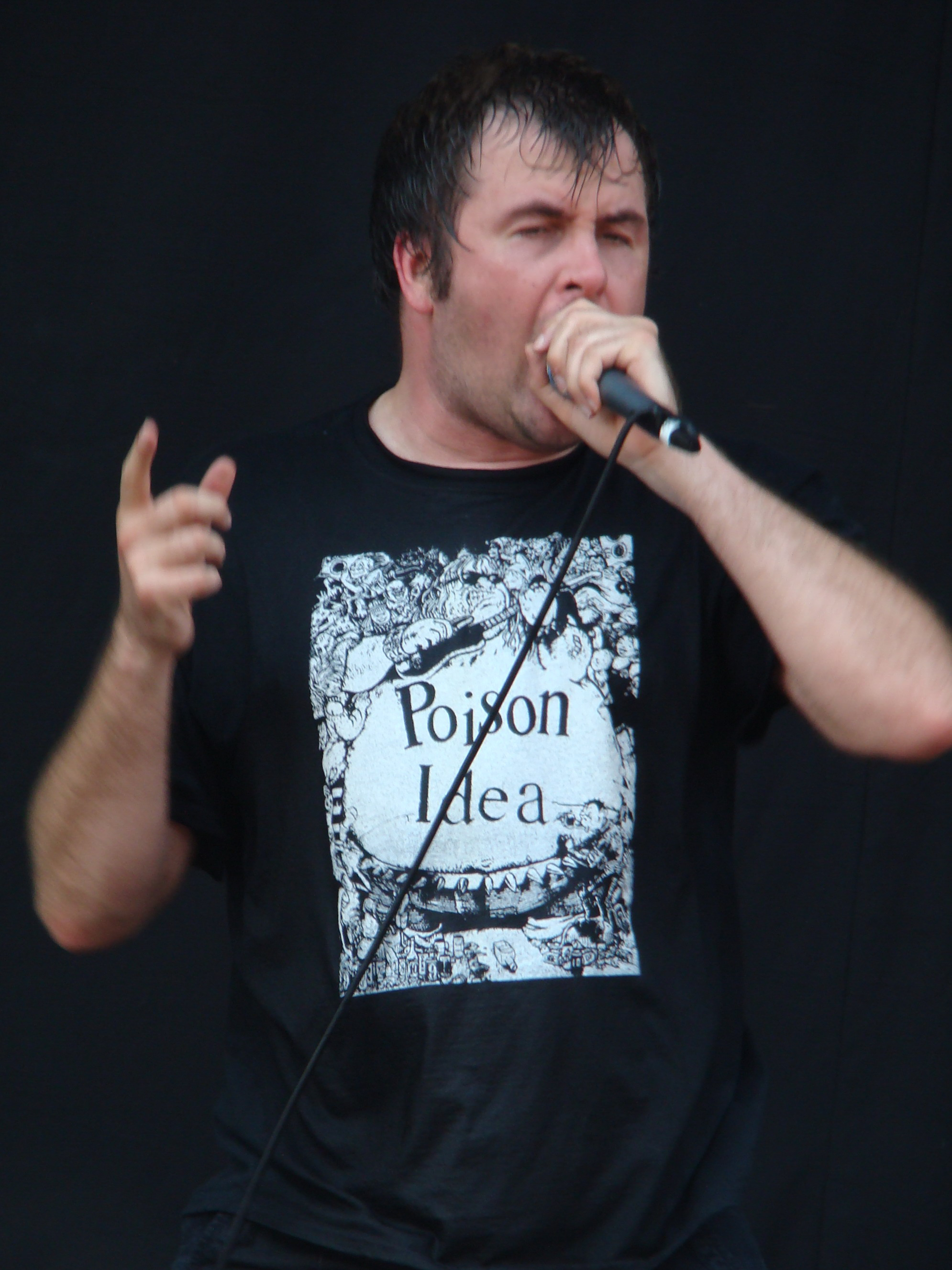
Mark "Barney" Greenway 2009
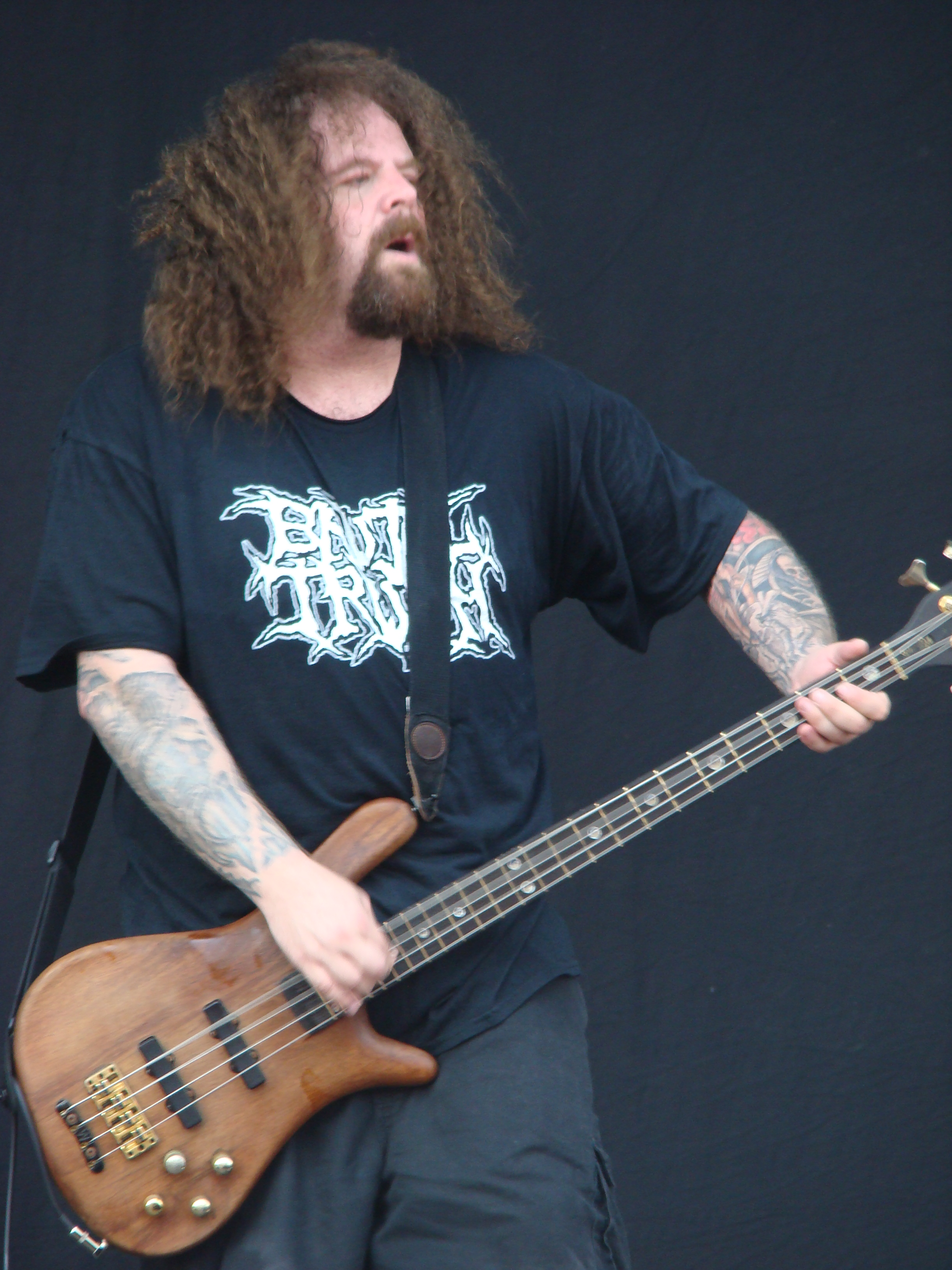
Shane Embury 2009
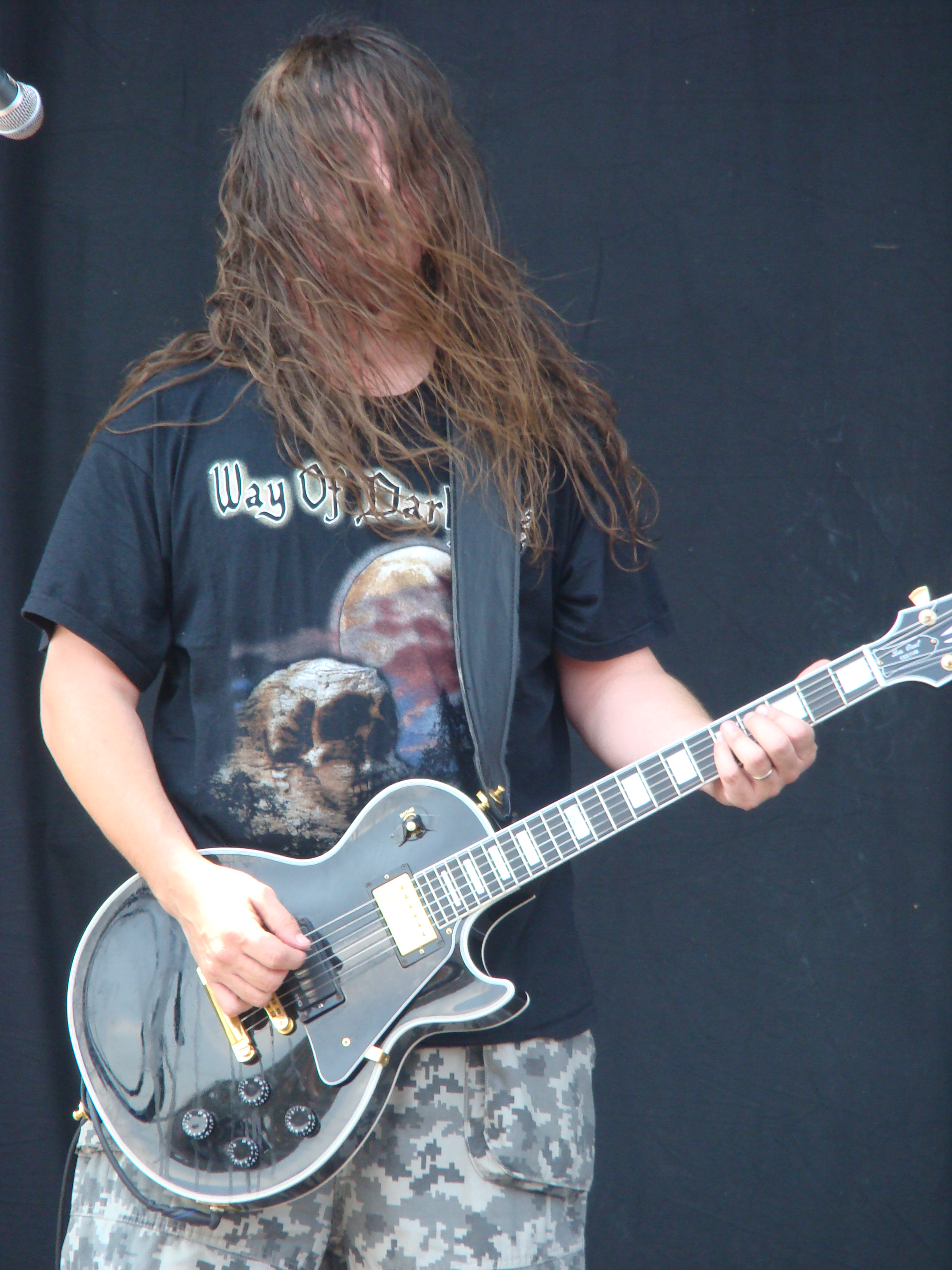
Mitch Harris 2009
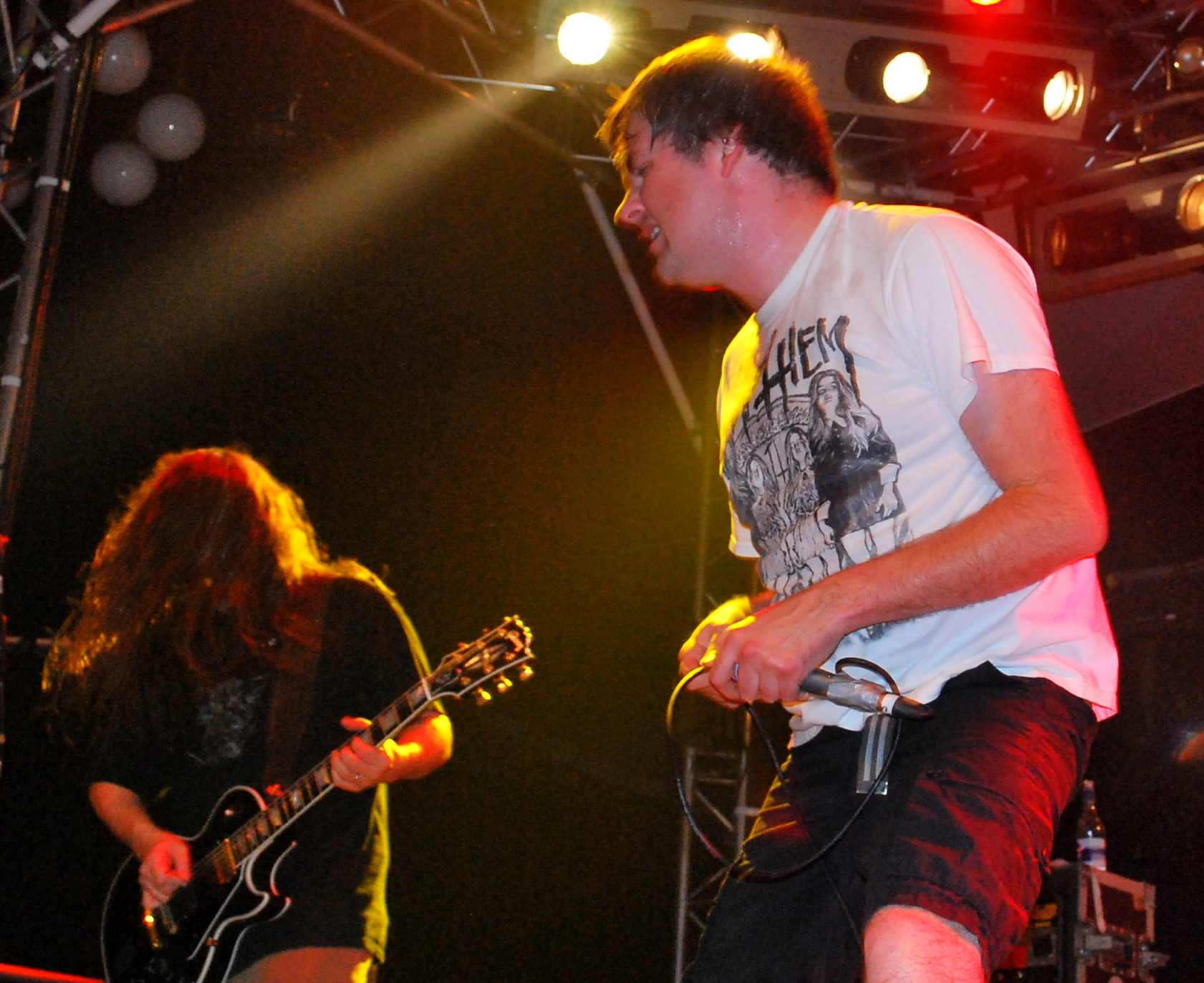
Napalm Death i Hammerfest 2010

## Diskografi
Demo
- Halloween (1982)  (kassett, innehåller 9 låtar)
- And, Like Sheep We All Have Gone Astray (1983)  (kassett, innehåller 15 låtar)
- Kak (1983) (kassett, innehåller 10 låtar)
- Scared Shitless (1983) (kassett, innehåller 15 låtar)
- Unpopular Yawns of Middle Class Warfare (1983)  (kassett, innehåller 6 låtar)
- Hatred Surge (1985) (kassett, innehåller 9 låtar)
- From Enslavement to Obliteration (demo) (1986) (kassett, innehåller 13 låtar)
- Scum (1986) (kassett, innehåller 12 låtar)

Studioalbum
- Scum (1987)
- From Enslavement to Obliteration (1988)
- Harmony Corruption (1990)
- Utopia Banished (1992)
- Fear, Emptiness, Despair (1994)
- Diatribes (1996)
- Inside the Torn Apart (1997)
- Words from the Exit Wound (1998)
- Enemy of the Music Business (2001)
- Order of the Leech (2002)
- Leaders Not Followers: Part 2 (2004)
- The Code Is Red...Long Live the Code (2005)
- Smear Campaign (2006)
- Time Waits For No Slave (2009)
- Utilitarian (2012)
- Apex Predator - Easy Meat (2015)
- Throes of Joy in the Jaws of Defeatism (2020)

Livealbum
- Live Corruption (1992)
- Bootlegged in Japan (1998)
- The Complete Radio One Sessions (2000)
- Punishment in Capitals (2002) (CD och DVD)
- Live in Japan – Grind Kaijyu Attack! (2009)
- Live at Rock City (2010)

EPs
- Harmony Corruption bonus live EP (1990)
- Mass Appeal Madness (1991)
- Utopia Banished Bonus CD (1992)
- The World Keeps Turning (1992)
- Hung (1994)
- Greed Killing (1996)
- Breed to Breath (1997)
- Leaders Not Followers (1999)
- Our Pain Is Their Power (2014)
- Stunt Your Growth (2018)

Övrigt
- "The Curse" (1988) (singel, inkluderad i de första kopiorna av From Enslavement to Obliteration)
- Live in Europe (1989) (singel, live)
- Napalm Death/S.O.B. (1989) (split singel)
- Mentally Murdered (1989)
- The Peel Sessions (1989)
- Suffer the Children (EP) (1990)
- Death by Manipulation (1992)  (innehåller låtarna från Mentally Murdered)
- Nazi Punks Fuck Off (1993)
- Plague Rages (1994) (promo)
- Cursed to Tour (1996) (delad CD med At the Gates)
- In Tongues We Speak (1997) (delad CD med Coalesce)
- Noise for Music's Sake (2003) (samlingsalbum)
- Leaders Not Followers: Part 2 (2004)
- Tsunami Benefit (2005) (delad CD med The Haunted och Heaven Shall Burn)